# L'Avantage de la science
L'Avantage de la science est la dix-neuvième fable du livre VIII de Jean de La Fontaine situé dans le second recueil des Fables de La Fontaine, édité pour la première fois en 1678.

## Texte de la fable
Entre deux Bourgeois d’une Ville

S’émut jadis un différend.

L’un était pauvre, mais habile ;

L’autre riche, mais ignorant.

Celui-ci sur son concurrent

Voulait emporter l’avantage :

Prétendait que tout homme sage

Était tenu de l’honorer.

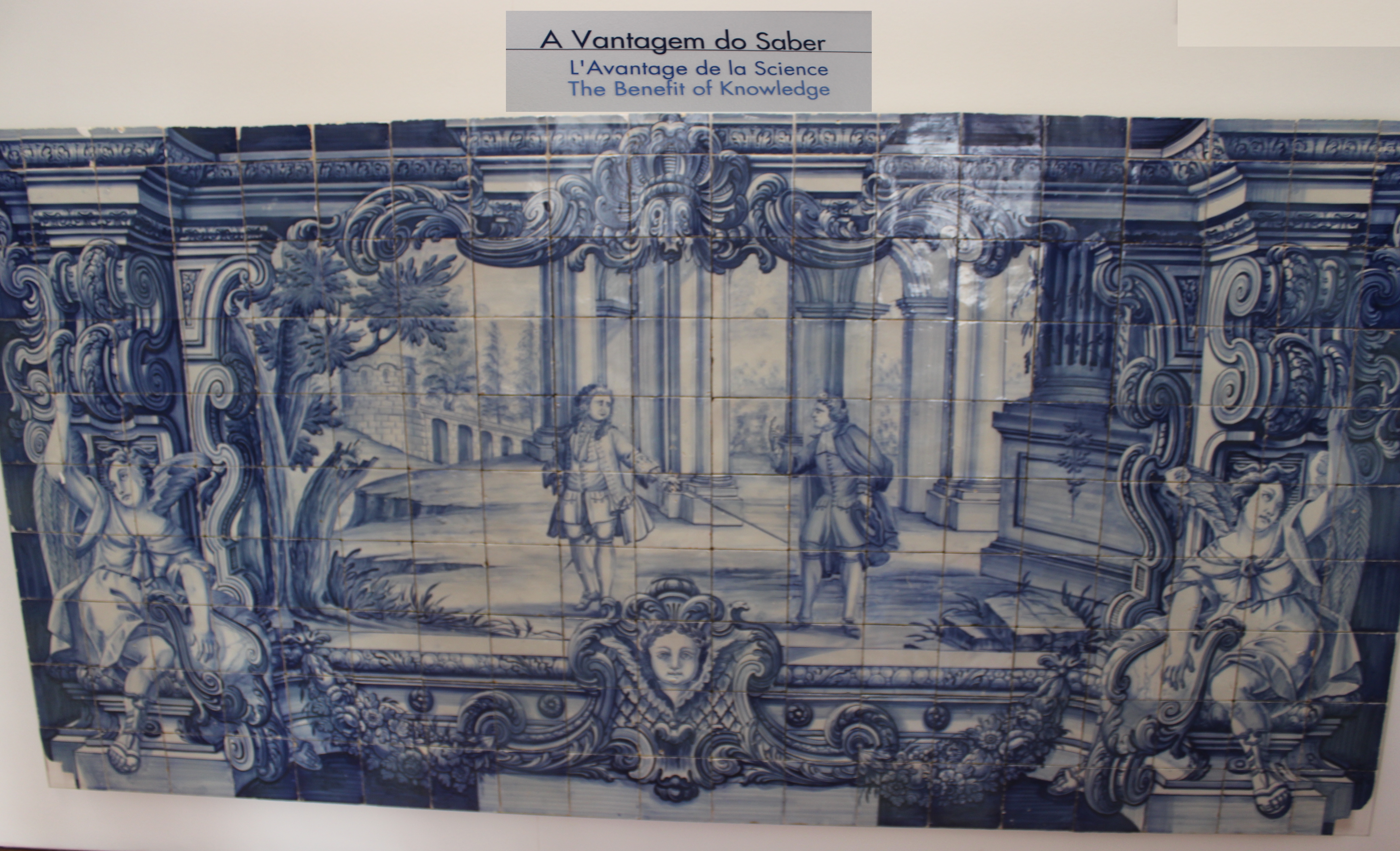
L'avantage de la science - Azulejos - Monastère de Saint-Vincent de Fora (Portugal).

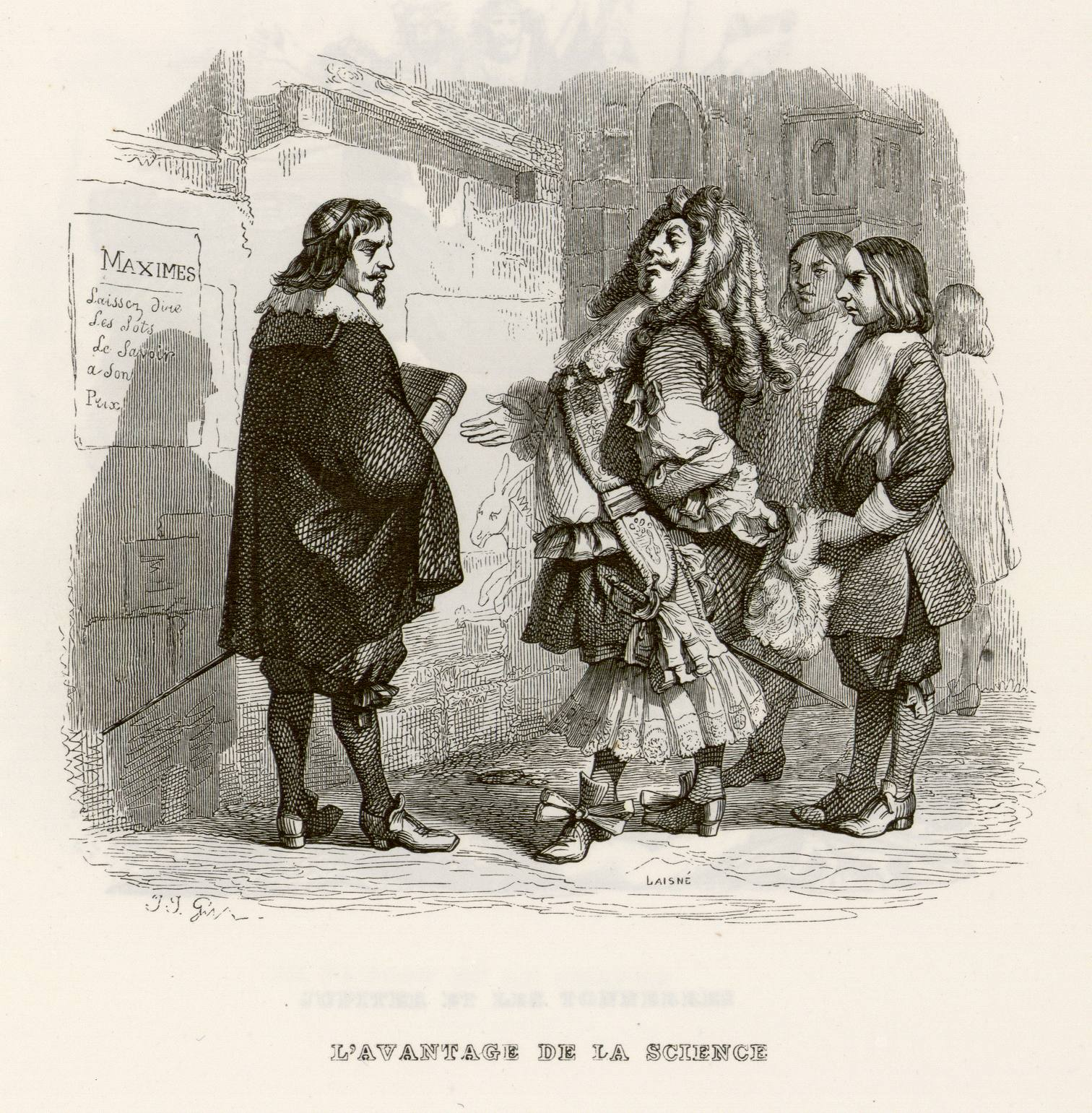
Illustration de J.J. Grandville en 1840

C’était tout homme sot ; car pourquoi révérer

Des biens dépourvus de mérite ?

La raison m’en semble petite.

Mon ami, disait-il souvent

Au savant,

Vous vous croyez considérable ;

Mais, dites-moi, tenez-vous table  ?

Que sert à vos pareils de lire incessamment ?

Ils sont toujours logés à la troisième chambre ,

Vêtus au mois de Juin comme au mois de décembre,

Ayant pour tout laquais leur ombre seulement.

La République a bien affaire

De gens qui ne dépensent rien :

Je ne sais d’homme nécessaire

Que celui dont le luxe épand beaucoup de bien.

Nous en usons, Dieu sait : notre plaisir occupe

L’artisan, le vendeur, celui qui fait la jupe,

Et celle qui la porte, et vous qui dédiez

À Messieurs les gens de finance

De méchants livres bien payés.

Ces mots remplis d’impertinence

Eurent le sort qu’ils méritaient.

L’homme lettré se tut, il avait trop à dire.

La guerre le vengea, bien mieux qu’une satire.

Mars détruisit le lieu que nos gens habitaient.

L’un et l’autre quitta sa Ville.

L’ignorant resta sans asile ;

Il reçut partout des mépris :

L’autre reçut partout quelque faveur nouvelle.

Cela décida leur querelle.

Laissez dire les sots ; le savoir a son prix.
— Jean de La Fontaine, Fables de La Fontaine, L'Avantage de la science, texte établi par Jean-Pierre Collinet, Fables, contes et nouvelles, Gallimard, « Bibliothèque de la Pléiade », 1991, p. 326